# Sympiesis speciosa
Sympiesis speciosa är en stekelart som först beskrevs av Girault och Alan Parkhurst Dodd 1915.  Sympiesis speciosa ingår i släktet Sympiesis och familjen finglanssteklar. Inga underarter finns listade i Catalogue of Life.